# 응우옌푹미엔틱
응우옌푹미엔틱(베트남어: Nguyễn Phúc Miên Thích / 阮福綿𡫁 완복면척, 1835년 9월 21일 ~ 1882년 2월 4일)은 응우옌 왕조의 황족이다. 민망 황제의 70번째 아들로, 생모는 궁인(宮人) 쩐티냐(陳氏雅)이다.

## 생애
민망 16년 음력 7월 29일(1835년 9월 21일), 후에 황성에서 태어났다. 어릴 적에 학문을 좋아하였다.
뜨득 5년(1852년) 음력 2월, 후록군공(베트남어: Hậu Lộc Quận Công / 厚祿郡公)으로 봉해졌다.
뜨득 34년 음력 12월 16일(1882년 2월 4일), 사망하니 향년 47세였다. 시호를 공량(恭亮)이라 하였고, 트어티엔부 흐엉투이현 자레총(野犁總) 타인투이사(淸水社)에 장사지냈다. 흐엉투이현 안끄우총(安舊總) 안끄우사(安舊社)에 사당을 세우고 제사를 지냈다.

## 자녀
아들 13명과 딸 7명을 두었다. 후예들은 호(虍) 자부(字部)를 하사받고 그에 따라 이름을 지었다.

### 아들
- 첫째 응우옌푹홍쓰(阮福洪處) - 기외후(畿外侯)를 습봉하였다.
- 둘째 응우옌푹홍번(阮福洪𧇃)
- 넷째 응우옌푹홍히(阮福洪䖒)
  - 손자 응우옌푹응하오(阮福膺號) - 좌국경(佐國卿)을 습봉하였다.

## 참고 문헌
- 《완복족세보(阮福族世譜)》
- 《대남식록》정편(正編) 열전(列傳) 2집(二集) 권7(卷七)